# Hiera
A la mitologia grega, Hiera (Ἱέρα) és la muller de Tèlef, el fundador de la ciutat de Pèrgam. La seva imatge es troba al fris a l'interior de l'Altar de Pèrgam.
Durant la Guerra Troiana els grecs van atacar Pèrgam, ja sigui perquè la van prendre per error per Troia, o per una aliança entre Troia i Pèrgam. Hiera aparentment va ser una Amazona, i les Amazones es van unir amb el defensors de Pèrgam per repel·lir l'atac. Tanmateix, en la batalla Hiera va ser morta pel guerrer grec Nireu. Tèlef estava tant trist que va demanar un alto el foc per poder celebrar el funeral per Hiera, abans de reprendre la batalla i fer fora els invasors.
És possible que l'antiga ciutat de Hieràpolis (actualment Pamukkale, Turquia) fos anomenada en el seu honor, tot i que el nom també pot ser llegit com 'ciutat sagrada'. Va tenir dos fills amb Tèlef, Tarcont i Tirsé.